# Hydroptila klapperichi
Hydroptila klapperichi är en nattsländeart som beskrevs av Malicky 1996. Hydroptila klapperichi ingår i släktet Hydroptila och familjen smånattsländor. Inga underarter finns listade i Catalogue of Life.